# 洛布里耶尔
洛布里耶尔（法語：Laubrières，法語發音：[lobʁijɛʁ]）是法国马耶讷省的一个市镇，属于贡捷堡区。

## 地理
洛布里耶尔（47°56'30"N, 1°5'3"W）面积8.31 平方千米，位于法国卢瓦尔河地区大区马耶讷省，该省份为法国西北部内陆省份，北起芒什省和奧恩省，西接伊勒-维莱讷省，南至曼恩-卢瓦尔省，东临萨尔特省。
与洛布里耶尔接壤的市镇（或旧市镇、城区）包括：圣普瓦、巴洛、屈耶、加斯蒂讷、梅拉勒。

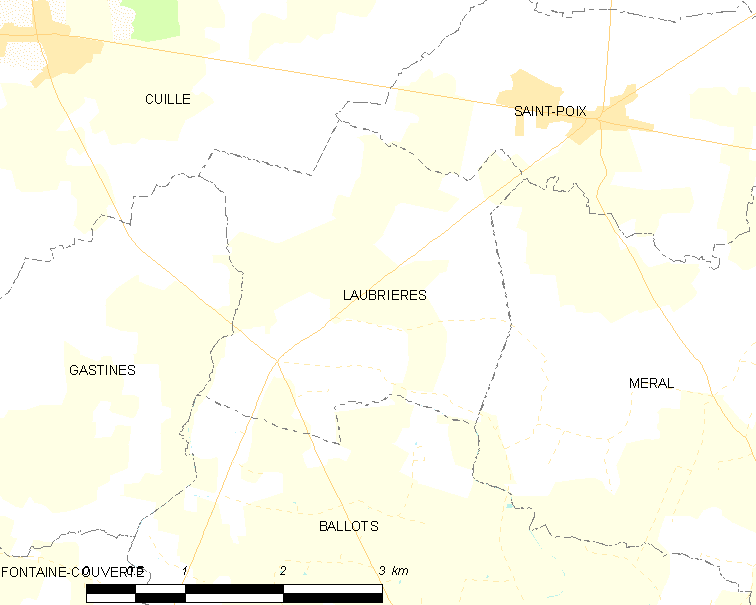
洛布里耶尔的OSM定位图

洛布里耶尔的时区为UTC+01:00、UTC+02:00（夏令时）。

## 行政
洛布里耶尔的邮政编码为53540，INSEE市镇编码为53128。

## 政治
洛布里耶尔所属的省级选区为科塞勒维维安县。

## 人口

1962-2008年间洛布里耶尔人口变化图示

洛布里耶尔于2022年1月1日时的人口数量为322人。